# Ciclismo ai Giochi della XIV Olimpiade - Inseguimento a squadre
La competizione dell'inseguimento a squadre dei Giochi della XIV Olimpiade si tenne dal 7 al 9 agosto 1948 al Velodromo di Herne Hill a Londra, nel Regno Unito.

## Risultati

### 1º turno
Otto serie: i migliori 8 tempi accedono ai quarti di finale.
| Pos. | Nazione       | Atleti                                                       | Tempo  |
| ---- | ------------- | ------------------------------------------------------------ | ------ |
| 1    | Gran Bretagna | Alan Geldard, Tommy Godwin Dave Ricketts, Wilfrid Waters     | 5'12"7 |
| 2    | Canada        | Lorne Atkinson, William Hamilton Lance Pugh, Laurent Tessier | 5'38"2 |

| Pos. | Nazione | Atleti                                                            | Tempo  |
| ---- | ------- | ----------------------------------------------------------------- | ------ |
| 1    | Francia | Charles Coste, Serge Blusson Fernand Decanali, Pierre Adam        | 5'03"6 |
| 2    | Austria | Walter Freitag, Hans Goldschmid Josef Pohnetal, Heinrich Schiebel | 5'18"8 |

| Pos. | Nazione   | Atleti                                                      | Tempo  |
| ---- | --------- | ----------------------------------------------------------- | ------ |
| 1    | Svizzera  | Walter Bucher, Gaston Gerosa Eugen Kamber, Hans Pfenninger  | 5'13"8 |
| 2    | Argentina | Roberto Guerrero, Julio Alba Ambrosio Aimar, Enrique Molina | 5'17"1 |

| Pos. | Nazione | Atleti                                                         | Tempo  |
| ---- | ------- | -------------------------------------------------------------- | ------ |
| 1    | Italia  | Arnaldo Benfenati, Guido Bernardi Anselmo Citterio, Rino Pucci | 5'10"2 |
| 2    | India   | Adi Havewala, Jehangoo Amin Rohinton Noble, Piloo Sarkari      | 6'00"5 |

| Pos. | Nazione     | Atleti                                                                      | Tempo  |
| ---- | ----------- | --------------------------------------------------------------------------- | ------ |
| 1    | Uruguay     | Atilio François, Juan de Armas Luis Ángel de los Santos, Waldemar Bernatzky | 5'08"6 |
| 2    | Paesi Bassi | Gerrit Voorting, Joop Harmans Theodorus Blankenaauw, Henk Faanhof           | 5'14"7 |

| Pos. | Nazione     | Atleti                                                                    | Tempo  |
| ---- | ----------- | ------------------------------------------------------------------------- | ------ |
| 1    | Belgio      | Joseph De Beukelaere, Maurice Blomme Lionel Van Brabant, Raphael Glorieux | 5'05"5 |
| 2    | Stati Uniti | Al Stiller, Thomsa Montemage Teodore Smith                                | 5'22"5 |

| Pos. | Nazione   | Atleti                                                                | Tempo  |
| ---- | --------- | --------------------------------------------------------------------- | ------ |
| 1    | Danimarca | Max Jørgensen, Børge Gissel Børge Mortensen, Benny Schnoor            | 5'04"1 |
| 2    | Australia | Sidney Patterson, James Nestor John Patrick Hoobin, Russell Mockridge | 5'06"5 |

| Pos. | Nazione   | Atleti                                                          | Tempo  |
| ---- | --------- | --------------------------------------------------------------- | ------ |
| 1    | Finlandia | Onni Kasslin, Paavali Kuusinen Erkki Koskinen, Torvald Högström | 5'17"4 |

### Quarti di finale
I vincitori di ciascuna serie in semifinale.
| Pos. | Nazione  | Atleti                                                     | Tempo  |
| ---- | -------- | ---------------------------------------------------------- | ------ |
| 1    | Francia  | Charles Coste, Serge Blusson Fernand Decanali, Pierre Adam | 5'00"5 |
| 2    | Svizzera | Walter Bucher, Gaston Gerosa Eugen Kamber, Hans Pfenninger | 5'09"2 |

| Pos. | Nazione       | Atleti                                                     | Tempo  |
| ---- | ------------- | ---------------------------------------------------------- | ------ |
| 1    | Gran Bretagna | Alan Geldard, Tommy Godwin Dave Ricketts, Wilfrid Waters   | 5'02"9 |
| 2    | Danimarca     | Max Jørgensen, Børge Gissel Børge Mortensen, Benny Schnoor | 5'05"6 |

| Pos. | Nazione | Atleti                                                                    | Tempo  |
| ---- | ------- | ------------------------------------------------------------------------- | ------ |
| 1    | Italia  | Arnaldo Benfenati, Guido Bernardi Anselmo Citterio, Rino Pucci            | 4'59"0 |
| 2    | Belgio  | Joseph De Beukelaere, Maurice Blomme Lionel Van Brabant, Raphael Glorieux | 5'05"7 |

| Pos. | Nazione   | Atleti                                                                      | Tempo  |
| ---- | --------- | --------------------------------------------------------------------------- | ------ |
| 1    | Uruguay   | Atilio François, Juan de Armas Luis Ángel de los Santos, Waldemar Bernatzky | 5'03"5 |
| 2    | Australia | Sidney Patterson, James Nestor John Patrick Hoobin, Russell Mockridge       | 5'07"7 |

### Semifinali
| Pos. | Nazione       | Atleti                                                     | Tempo  |
| ---- | ------------- | ---------------------------------------------------------- | ------ |
| 1    | Francia       | Charles Coste, Serge Blusson Fernand Decanali, Pierre Adam | 4'54"4 |
| 2    | Gran Bretagna | Alan Geldard, Tommy Godwin Dave Ricketts, Wilfrid Waters   | 4'59"1 |

| Pos. | Nazione | Atleti                                                                      | Tempo  |
| ---- | ------- | --------------------------------------------------------------------------- | ------ |
| 1    | Italia  | Arnaldo Benfenati, Guido Bernardi Anselmo Citterio, Rino Pucci              | 5'00"5 |
| 2    | Uruguay | Atilio François, Juan de Armas Luis Ángel de los Santos, Waldemar Bernatzky | 5'06"3 |

### Finale 3º posto
| Pos.   | Nazione       | Atleti                                                                      | Tempo  |
| ------ | ------------- | --------------------------------------------------------------------------- | ------ |
| Bronzo | Gran Bretagna | Alan Geldard, Tommy Godwin Dave Ricketts, Wilfrid Waters                    | 4'55"8 |
| 4      | Uruguay       | Atilio François, Juan de Armas Luis Ángel de los Santos, Waldemar Bernatzky | 5'04"4 |

### Finale
| Pos.    | Nazione | Atleti                                                         | Tempo  |
| ------- | ------- | -------------------------------------------------------------- | ------ |
| Oro     | Francia | Charles Coste, Serge Blusson Fernand Decanali, Pierre Adam     | 4'57"8 |
| Argento | Italia  | Arnaldo Benfenati, Guido Bernardi Anselmo Citterio, Rino Pucci | 5'36"7 |